# DirectMusic
DirectMusic é um componente do DirectX  da Microsoft.
Faz parte da API Directx da microsoft, DirectMusic é responsável pela reprodução de audio na programação da API.

## Referencias
- Microsoft's DirectMusic documentation